# Lukas Radbruch
Lukas Radbruch (* 3. Januar 1959 in Bevensen, Landkreis Uelzen) ist ein deutscher Arzt, Anästhesiologe, Palliativmediziner und Hochschullehrer. Er war von 2014 bis 2021 Präsident der Deutschen Gesellschaft für Palliativmedizin.

## Leben

### Beruflicher und wissenschaftlicher Werdegang
Nach einem Medizinstudium von 1979 bis 1985 in Bonn erhielt Radbruch seine ärztliche Approbation. Er arbeitete 1985 bis 1985 als Assistenzarzt in Gerolstein und promovierte in Bonn 1986 in Medizin. Von 1987 bis 2003 war er als Wissenschaftlicher Mitarbeiter an der Klinik und Poliklinik für Anästhesiologie des Universitätsklinikums Köln tätig. Im Jahr 1992 qualifizierte er sich zum Facharzt für Anästhesiologie und übernahm von 1994 bis 2003 die Leitung der Schmerzambulanz der Klinik und Poliklinik für Anästhesiologie am Universitätsklinikum Köln. Im Jahr 2000 folgte die Habilitation für Anästhesiologie und Palliativmedizin an der Universität zu Köln.
Im Jahr 2003 erhielt Radbruch von der Grünenthal-Stiftung für Palliativmedizin eine Professur für Palliativmedizin an der Rheinisch-Westfälischen Technischen Hochschule Aachen und wurde der erste Direktor der von der Stiftung neu geschaffenen Klinik für Palliativmedizin am Universitätsklinikum Aachen. Im Jahr 2010 wechselte er als Professor für Palliativmedizin an die Medizinische Fakultät der Rheinischen Friedrich-Wilhelms Universität Bonn und wurde als Nachfolger von Eberhard Klaschik zum Direktor der Klinik für Palliativmedizin am Universitätsklinikum Bonn und zum Leiter des Zentrums für Palliativmedizin am Malteser Krankenhaus Bonn / Rhein-Sieg ernannt.
2019 wurde Lukas Radbruch in der Sektion Chirurgie, Orthopädie und Anästhesiologie als Mitglied in die Nationale Akademie der Wissenschaften Leopoldina aufgenommen.

### Mitarbeit in wissenschaftlichen Fachgesellschaften (Auswahl)
- European Association for Palliative Care (Vorstandsmitglied 2003–2011, Präsident 2007–2011)
- Research Steering Committee der European Association for Palliative Care (Mitglied seit 1996)
- International Association for Hospice and Palliative Care (Vorstandsmitglied seit 2011, Incoming Chair seit 2012)
- Deutsche Gesellschaft zum Studium des Schmerzes (Vorstandsmitglied 1997–2002)
- Deutsche Gesellschaft für Palliativmedizin (Präsident 2014 bis 2021)
- Deutscher Hospiz- und PalliativVerband (Mitglied des wissenschaftlichen Beirats)
- International Associate Faculty des Institute of Palliative Medicine am San Diego Hospice (Fellow seit 2010)
- Bundesinstitut für Arzneimittel und Medizinprodukte (Mitglied des Sachverständigenbeirates seit 2004, Mitglied des Wissenschaftlichen Beirates seit 2013)
- Arzneimittelkommission der Deutschen Ärzteschaft (Mitglied seit 2004)
- All Ireland Institute of Hospice and Palliative Care (Mitglied des Expert Advisory Committee seit 2010)

### Mitarbeit in publizistischen und Forschungs-Gremien
- Zeitschrift Der Schmerz (Federführender Herausgeber seit 2004),
- Zeitschrift Leidfaden (Federführender Herausgeber seit 2011),
- Zeitschrift British Medical Journal Palliative and Supportive Care (Mitglied des Herausgeberbeirates)
- Zeitschrift European Journal of Palliative Care (Mitglied des Herausgeberbeirates),
- Zeitschrift für Palliativmedizin (Mitglied des Herausgeberbeirates)
- ATOME consortium (Access to opioid medications in Europe) mit Förderung im 7th Rahmenprogramm der Europäischen Kommission (Koordinator seit 2009)

### Wissenschaftliche Auszeichnungen
- Förderpreis Palliativmedizin der Deutschen Gesellschaft für Palliativmedizin für das Jahr 2000 (L. Sabatowski R, L. Radbruch, F. Nauck, G. Loick, T. Meuser, K. A. Lehmann: Entwicklung und Stand der stationären palliativmedizinischen Einrichtungen in Deutschland.)
- 2. Förderpreis Palliativmedizin für das Jahr 2009 (Elsner F, Jünger S, Pestinger M, Krumm N, L. Radbruch: Der Patient als Lehrer – Medizinstudierende lernen von Schwerkranken und Sterbenden)
- 1. Anerkennungs- und Förderpreis „Ambulante Palliativversorgung“ für das Jahr 2009: S. Jünger, B. Zernikow, H. Boyè, H. Bredow, P. Caracciolo, C. Droste zu Vischering, D. Garske, M. Grumbach-Wendt, M. Gurk, C. Hasan, U. Bode, A. Burger, G. Fleischhack, M. Kern, E. Klaschik, S. Magga, M. Maul, M. Müller, S. Reichling, C. Reifenberg, M. Hahnen, L. Radbruch: Ambulante pädiatrische Palliativversorgungszentren (APPZ) in NRW – der lange Weg zu einer flächendeckenden ambulanten Palliativversorgung von Kindern, Jugendlichen und jungen Erwachsenen

## Publikationen (in Auswahl)

### Buchpublikationen
- Spätergebnisse des behandelten Cushing-Syndroms. Dissertation. Bonn 1987. (Hochschulschrift Bonn, Univ. 1987)
- Cannabinoide in der Medizin. (= UNI-MED science), Bremen / London / Boston 2005, ISBN 3-89599-773-0.
- mit E. Aulbert und F. Nauck: Lehrbuch der Palliativmedizin. 2. Auflage. Stuttgart 2007, ISBN 978-3-7945-2361-0.
- mit F. Elsner und L. Radbruch: Der Patient als Lehrer – Medizinstudierende lernen von Schwerkranken und Sterbenden. Bonn 2008, ISBN 978-3-933154-07-1.
- mit R. Sabatowski, F. Nauck, J. Roß und B. Zernikow: Wegweiser Hospiz und Palliativmedizin Deutschland 2008/9. Wuppertal 2008, ISBN 978-3-941251-27-4.
- mit D. Walsh, A. Caraceni, R. Fainsinger, K. Foley, P. Glare, C. Goh, M. Lloyd-Williams und J. Nunez-Olarte: Palliative Medicine. Philadelphia 2009, ISBN 978-0-323-05674-8.
- mit Friedemann Nauck, Christoph Ostgathe und G. Lindena: HOPE – Handbuch zu Dokumentation und Qualitätsmanagement in der Hospiz- und Palliativversorgung. Wuppertal 2009, ISBN 978-3-941251-33-5.
- mit S. Jünger: Ambulante Palliativversorgung von Kindern und Jugendlichen. Abschlussbericht der Begleitforschung zur nordrhein-westfälischen Landesinitiative. Ministerium für Arbeit, Gesundheit und Soziales, Düsseldorf 2010.

### Zeitschriftenartikel
- mit T. Pastrana, F. Nauck, G. Höver, M. Fegg, M. Pestinger, J. Roß, N. Krumm und C. Ostgathe: Outcome indicators in palliative care - how to assess quality and success. Focus group and nominal group technique in Germany. In: Support Care Cancer. Jahrgang 18, 2010, S. 859–868.
- mit R. Voltz, M. Galushko, J. Walisko, H. Pfaff, F. Nauck und C. Ostgathe: End-of-life research on patients' attitudes in Germany: a feasibility study. In: Support Care Cancer. Jahrgang 18, 2010, S. 317–320.
- mit N. Cherny, J. Baselga und F. De Conno: Formulary availability and regulatory barriers to accessibility of opioids for cancer pain in Europe: a report from the ESMO/EAPC Opioid Policy Initiative. In: Ann Oncol. Jahrgang 21, 2010, S. 615–626.
- mit S. Stiel, K. Pulst, N. Krumm, C. Ostgathe, F. Nauck und G. Lindena: Palliativmedizin im Spiegel der Zeit – Ein Vergleich der Ergebnisse der Hospiz- und Palliativerhebungen von 2004 und 2009. In: Zeitschrift für Palliativmedizin. Jahrgang 11, 2010, S. 78–84.
- mit S. Stiel, M. Pestinger, A. Moser, G. Widdershoven, U. Luke, G. Meyer, R. Voltz und F. Nauck: The Use of Grounded Theory in Palliative Care: Methodological Challenges and Strategies. In: Journal of Palliative Medicine. 13 (2010), S. 997–1003.
- mit R. Voltz, M. Galushko, J. Walisko, U. Karbach, N. Ernstmann, H. Pfaff, F. Nauck und C. Ostgathe: Issues of "life" and "death" for patients receiving palliative care-comments when confronted with a research tool. In: Support Care Cancer. (2010) online first
- mit S. Jünger, T. Pastrana, M. Pestinger, M. Kern und B. Zernikow: Barriers and needs in paediatric palliative home care in Germany: a qualitative interview study with professional experts. In: BMC Palliative Care. 9 (2010), S. 10.
- S. Jünger, A. E. Vedder, S. Milde, T. Fischbach, B. Zernikow: Paediatric palliative home care by general paediatricians: a multimethod study on perceived barriers and incentives. In: BMC Palliat Care. 9(2010), S. 11.
- mit S. Stiel, S. Salla, A. Steinfeld, P. Walter und M. Hermel: Bitte um Einverständnis in eine Hornhautspende – Bedarfsanalyse für ein Kommunikationstraining mit Augenärzten in der Spendenakquise. In: Ophthalmologe. (2010) online first
- mit B. Jaspers, M. Becker, C. King, R. Voltz und F. Nauck: Ich will nicht so streben wie mein Vater! Eine qualitative Untersuchung zum Einfluss von Motivationen auf die Konzeption einer Patientenverfügung. In: Zeitschrift für Palliativmedizin. 11 (2010), S. 218–226.
- mit S. Stiel, M. E. Matthes, L. Bertram, C. Ostgathe und F. Elsner: Validierung der neuen Fassung des Minimalen Dokumentationssystems (/MIDOS2) für Patienten in der Palliativmedizin. In: Schmerz. (2010) online first
- mit A. Pigni, C. Brunelli, J. Gibbins, G. Hanks, F. Deconno, S. Kaasa, P. Klepstad und A. Caraceni: Content development for European Guidelines on the use of opioids for cancer pain: a systematic review and Expert Consensus Study. In: Minerva Anestesiol. 76 (2010), S. 833–843.
- mit C. Ostgathe, B. Alt-Epping, H. Golla, J. Gaertner, G. Lindena und R. Voltz: Non-cancer patients in specialized palliative care in Germany: what are the problems? In: Palliat Med. (2010) online first
- mit L. Bertram, S. Stiel, F. Elsner, A. Davies, F. Nauck und B. Alt-Epping: Erfahrungen von Tumorpatienten mit Durchbruchschmerzen und medikamentosen Behandlungen. In: Schmerz. 2010 (online first)
- mit G. Lindena, A. Wellmann, C. Ostgathe, F. Nauck und die Koordinationsgruppe HOPE: Ambulante Palliativversorgung in Deutschland – in HOPE dokumentierte Erfahrungen. In: Zeitschrift für Palliativmedizin. 2011, 12, S. 27–32.
- mit M. Becker, B. Jaspers, C. King, R. Voltz und F. Nauck: Did you seek assistance for writing your advance directive? A qualitative study. In: Wiener klinische Wochenschrift. 2010, (online first)
- Sterben wollen. Wie Ärzte sterbenskranken Patienten helfen können. In: Dr. med. Mabuse. 185, 2010, S. 35–38.
- Rituale und Hirnforschung. In: Leidfaden. Jahrgang 2, 2013, S. 10–13.